# Olita
Olita (lit. Alytusⓘ) – szóste co do wielkości (70 tys. mieszkańców w 2005) miasto Litwy, położone nad Niemnem, siedziba okręgu olickiego.
Siedziba okręgu miejskiego Olita.

## Historia

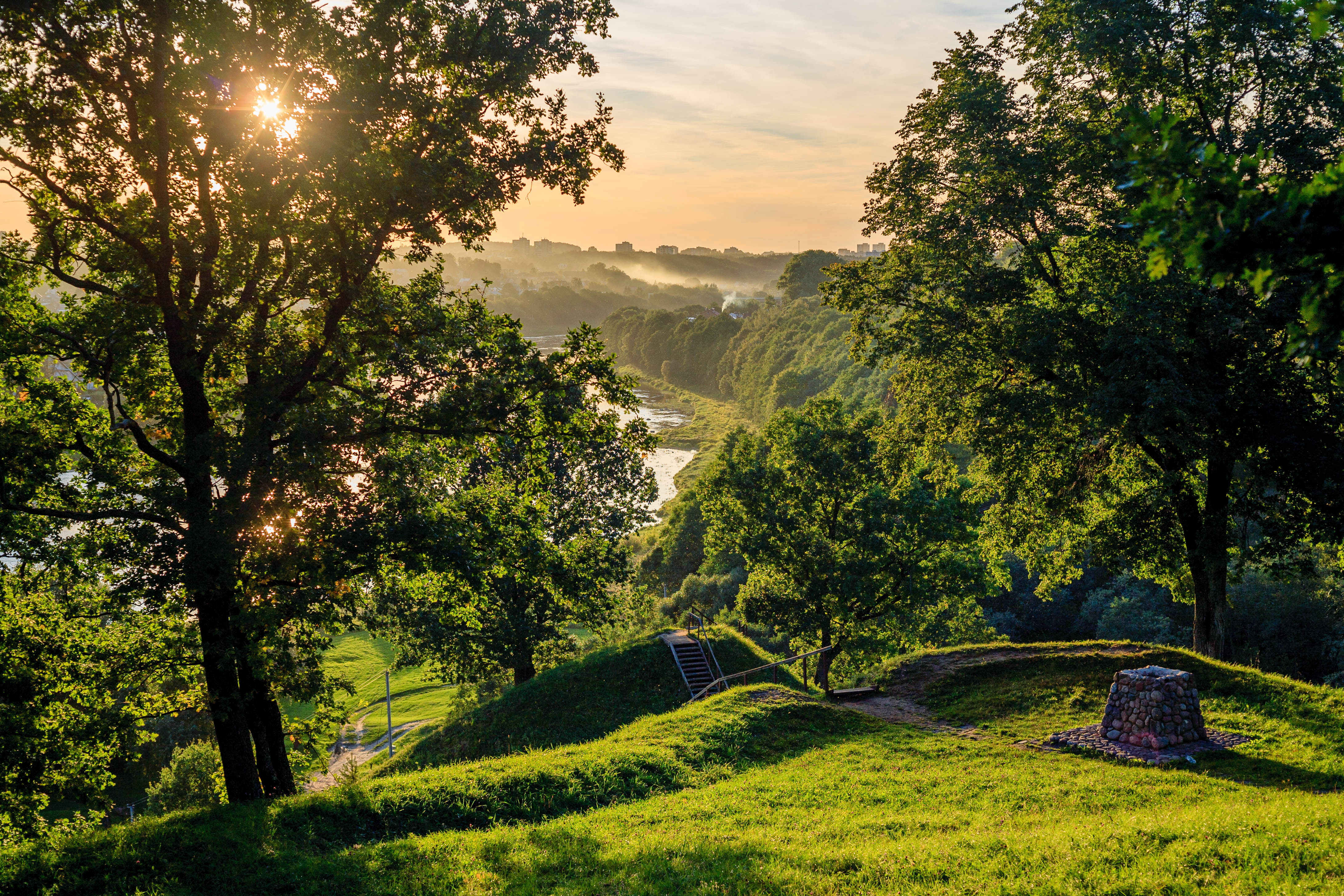
Grodzisko w Olicie

Pierwsza wzmianka o Olicie z krzyżackiej kroniki Wiganda z Marburga dotyczy 1377, gdzie na wzgórzu u styku rzek Niemen i Alytupis znajdował się drewniany zamek obronny. W dokumentach krzyżackich Olitę określano nazwą Aliten.
Na mocy postanowień Pokoju w Mielnie Olita pozostała po stronie krzyżackiej, jednakże z czasem została odzyskana przez Wielkie Księstwo Litewskie.
W 1392 w rejonie Olity miało dojść do sporu między krzyżowcami z Niemiec i Anglii o prawo niesienia chorągwi św. Jerzego. W momencie gdy rycerstwo opuszczało Olitę i maszerowało w kierunku Lidy chorągiew niósł rycerz niemiecki Ruprecht Sekendorf. Z kolei angielski lord Perey, syn księcia Nordcumberlandu, również rościł sobie prawo do niesienia tej chorągwi. Na tym tle doszło między Niemcami i Anglikami do krwawej bójki, którą uśmierzyli dopiero dostojnicy zakonu krzyżackiego.
W połowie XVI w. na dworze Mikołaja Radziwiłła Czarnego w Olicie przebywał polski drukarz Jan Malecki.
15 czerwca 1581 król Stefan Batory nadał Olicie prawa miejskie (lokacja na prawie magdeburskim). Olita położona była w drugiej połowie XVI wieku w powiecie trockim województwa trockiego. W czasach przedrozbiorowych w Olicie znajdowała się ekonomia królewska.
Zasadniczo Olita jest podzielona na dwie części. W przeszłości było nawet tak, że po III rozbiorze Polski zachodnia część Olity wraz z Suwalszczyzną należała do Prus, a wschodnia do Rosji. Po klęsce Napoleona Rosja zajęła obie części Olity, jednakże różnice administracyjne zlikwidowano dopiero po upadku powstania styczniowego (1863). Zachodnia część Olity od 1815 należała do Kongresówki. W 1870 Olita pozbawiona została praw miejskich. Istniała też wiejska gmina Olita. W XIX wieku w Olicie na lewym brzegu Niemna stał dwór, gorzelnia i drewniany kościółek, a na prawym brzegu murowany kościół. Pod koniec XIX w. Olitę uczyniono miastem garnizonowym, doprowadzono kolej i szosę. Z tego czasu zachowały się koszary artyleryjskie, Park Garnizonowy i kościół garnizonowy.
W 1915 Olita została zajęta przez wojska niemieckie i była cała administrowana jako jedno miasto.
12 lutego 1919 w Olicie doszło do pierwszej potyczki litewskiego wojska z bolszewikami, którzy opanowali miasto.
Na mocy rozejmu po walkach polsko-litewskich w 1919 Olita znalazła się po stronie litewskiej. Polacy z Suwalszczyzny domagali się przesunięcia polsko-litewskiej linii demarkacyjnej. W końcu października 1919 delegacja polska na rokowaniach pokojowych w Paryżu złożyła przedstawicielom Ententy memoriał, w którym domagano się wytyczenia linii demarkacyjnej od Wisztyńca do Olity. Na przeszkodzie stanęła sowiecka ofensywa na Warszawę (1920) i zajęcie Suwalszczyzny przez wojska litewskie. Od tego czasu Olita po obydwu brzegach Niemna pozostawała częścią niepodległej Litwy z wyjątkiem okupacji sowieckiej (1940–1941, 1944–1991) i niemieckiej (1941–1944). W grudniu 1927 roku część miasta spłonęła w wyniku wielkiego pożaru.
Po wrześniu 1939 w Olicie znajdował się obóz dla polskich żołnierzy internowanych na Litwie.
Podczas okupacji niemieckiej (1941–1944) w rejonie Olity hitlerowcy wymordowali między 60 a 70 tysięcy Żydów (w Lesie Vidzgiris, południowo-wschodnie przedmieścia miasta, na lewym brzegu rzeki). Z kolei w obozie dla sowieckich jeńców wojennych (Stalag 343, umiejscowiony w lesie Olita, na wschodnich obrzeżach miasta, w pobliżu koszar) dochodziło do aktów kanibalizmu, w obozie zginęło nie mniej niż 20 tys. sowieckich jeńców wojennych wg niektórych źródeł liczba ofiar to około 35.000.
W 1944 w Olicie zatrzymała się eskadra lotnictwa francuskiego (Normandia-Niemen). Po wojnie w rejonie Olity działała do ok. 1952 litewska partyzantka antysowiecka (Okręg Dajnawa).
W Olicie pracował ksiądz katolicki Pranas Račiūnas (1919–1997), którego na początku 1984 komisja administracyjna rejonu Olita (Alytus) ukarała grzywną w wysokości 10 rubli za zorganizowanie na dziedzińcu kościoła uroczystości noworocznych dla dzieci.

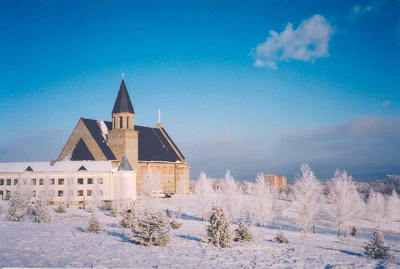
Olita zimą

Obecnie, według spisu litewskiego, miasto zamieszkane jest w 95% przez Litwinów.

### Przynależność państwowa
Od uzyskania praw miejskich Olita znajdowała się pod panowaniem następujących państw:
- 1581–1795 –  Rzeczpospolita Obojga Narodów,  Wielkie Księstwo Litewskie
- 1795–1807 –  Królestwo Prus/ Imperium Rosyjskie
- 1807–1815 –  Księstwo Warszawskie (protektorat  Cesarstwa Francuskiego)/ Imperium Rosyjskie
- 1815–1915 –  Imperium Rosyjskie,  Królestwo Polskie/ziemie zabrane
- 1915–1918 –  Rzesza Niemiecka (okupacja wojenna)
- 1918 –  Królestwo Litwy (zależne od Rzeszy Niemieckiej)
- 1918–1940 –  Republika Litewska
- 1940–1941 –  ZSRR,  Litewska SRR (okupacja wojenna)
- 1941–1944 –  Rzesza Wielkoniemiecka (okupacja wojenna)
- 1944–1990 –  ZSRR,  Litewska SRR
- od 1990 –  Republika Litewska

## Zabytki
- Kościół św. Ludwika(inne języki) ufundowany przez Jana Zabrzezińskiego w 1520–1524
- Kościół św. Aniołów Stróżów(inne języki) (1810)
- Budynek przy stacji kolejowej z 1899 r.
- Synagoga z XIX w.

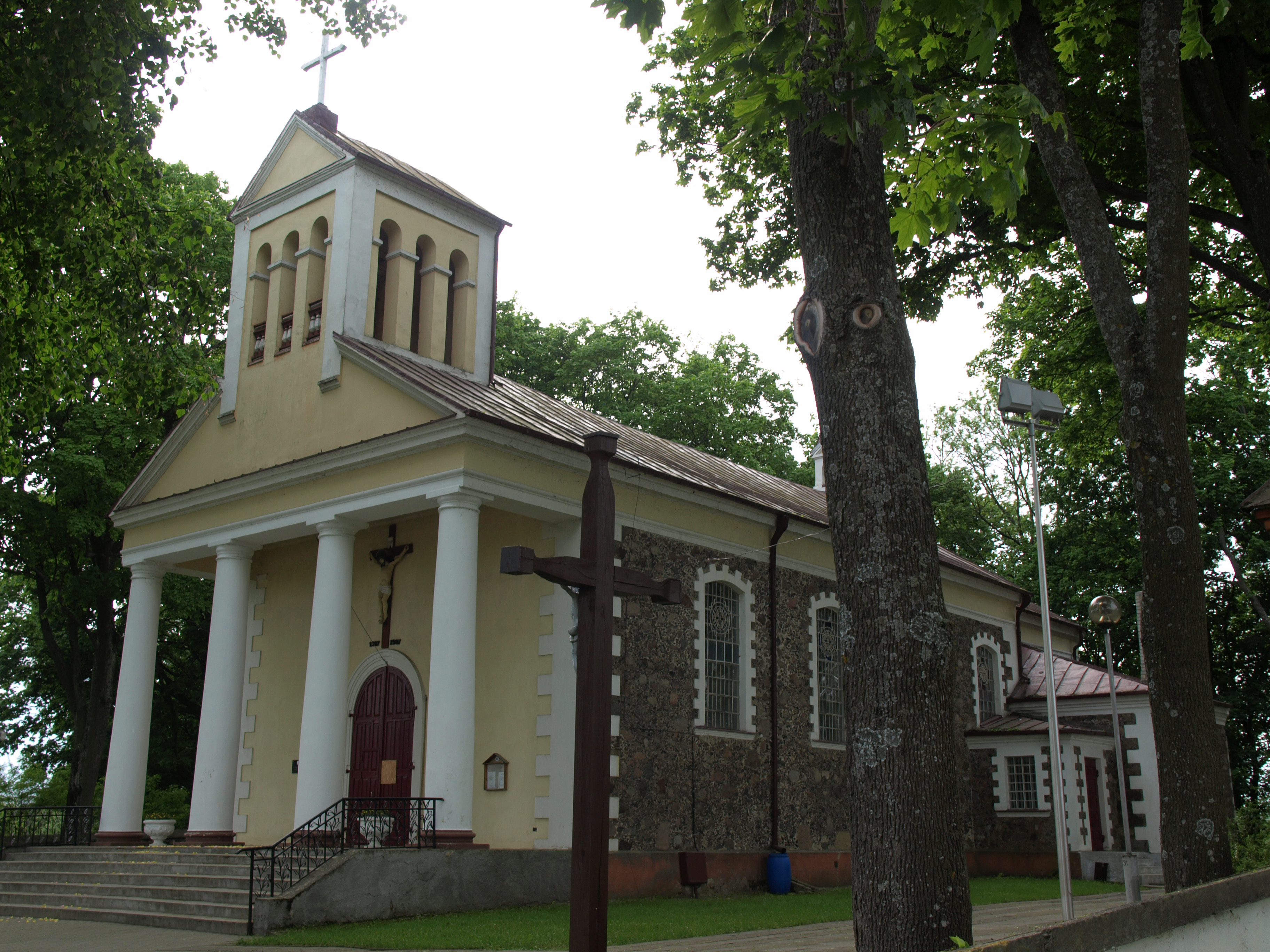
Kościół św. Ludwika
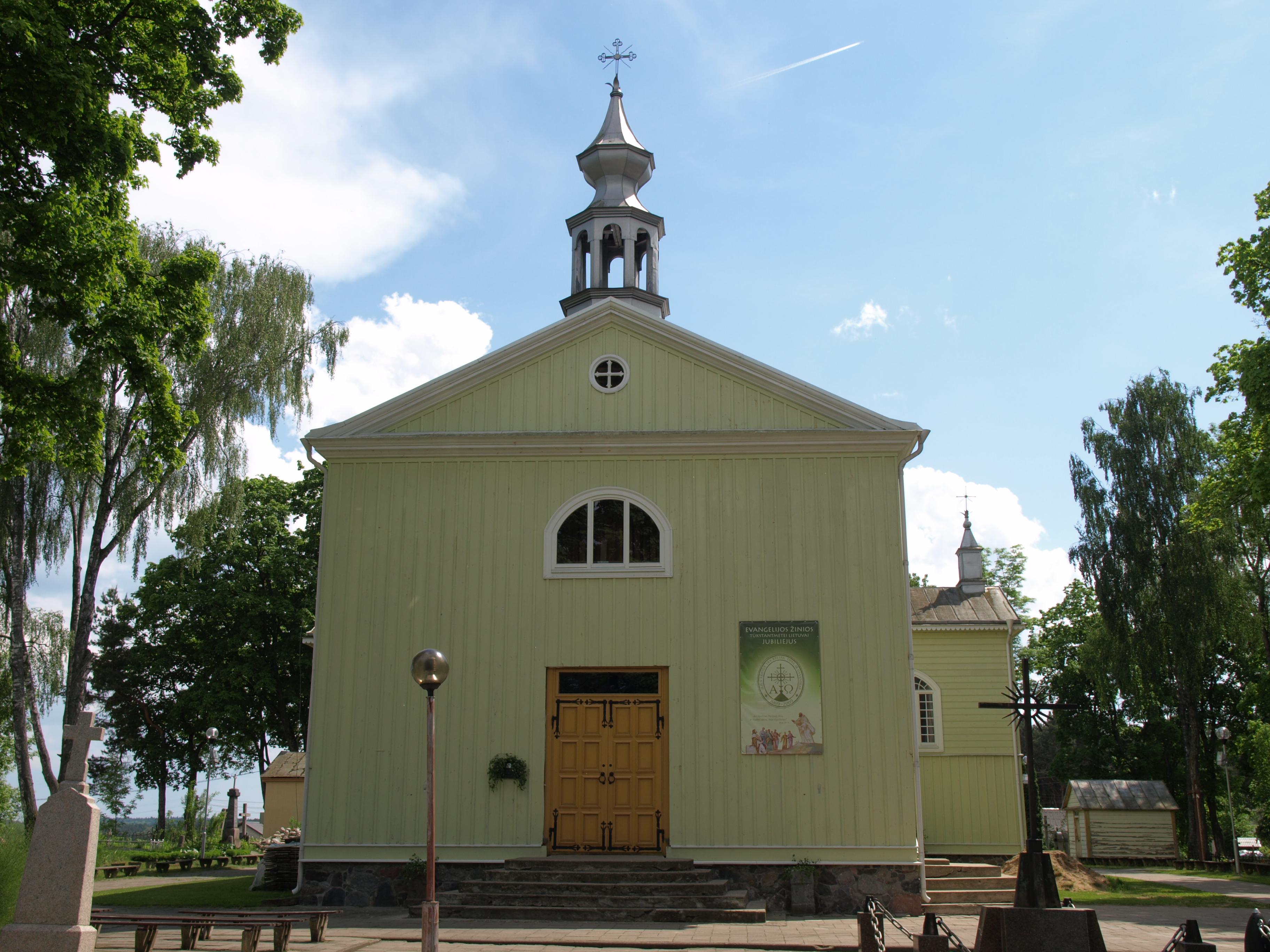
Kościół św. Aniołów Stróżów
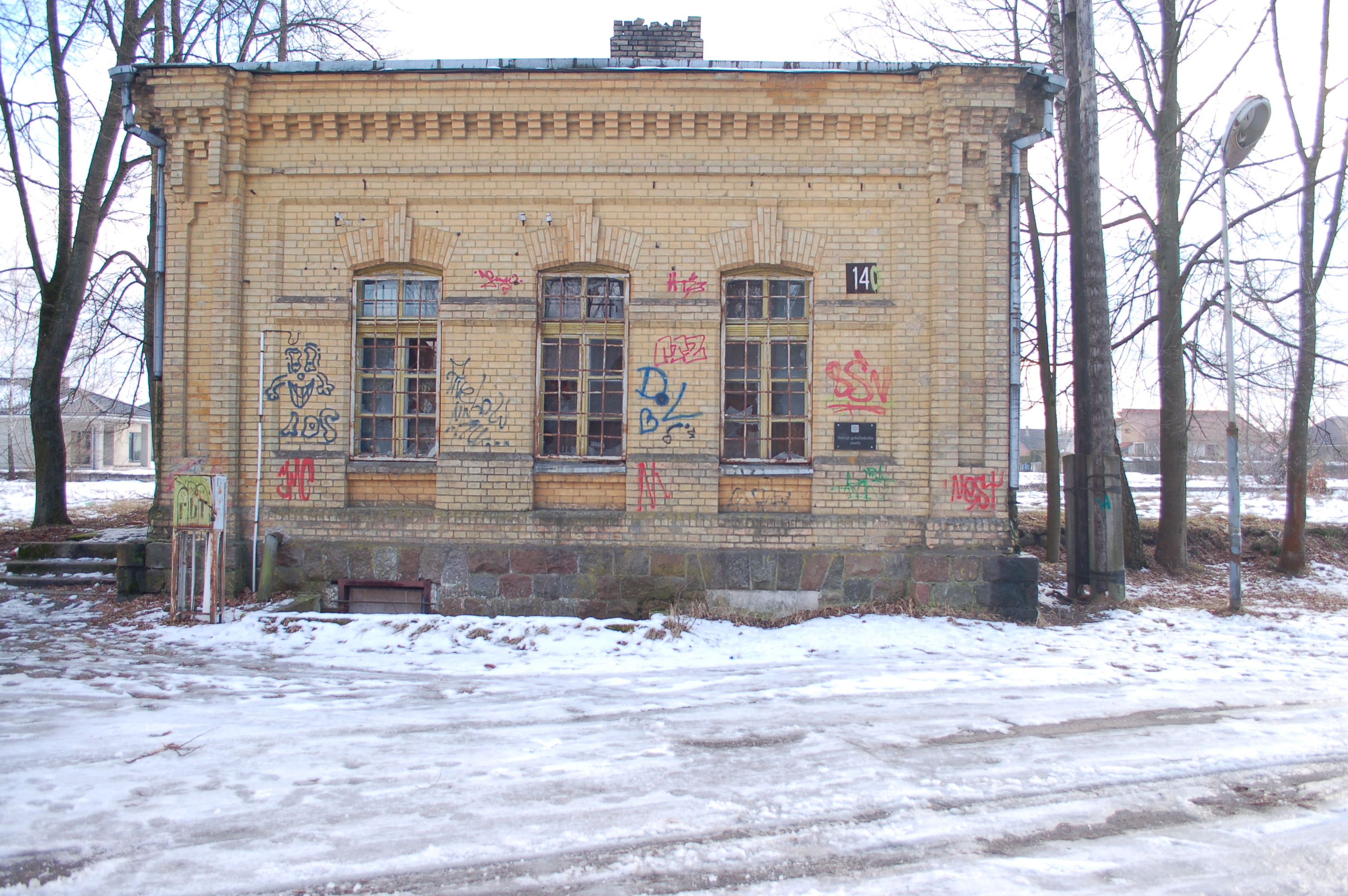
Stacja kolejowa
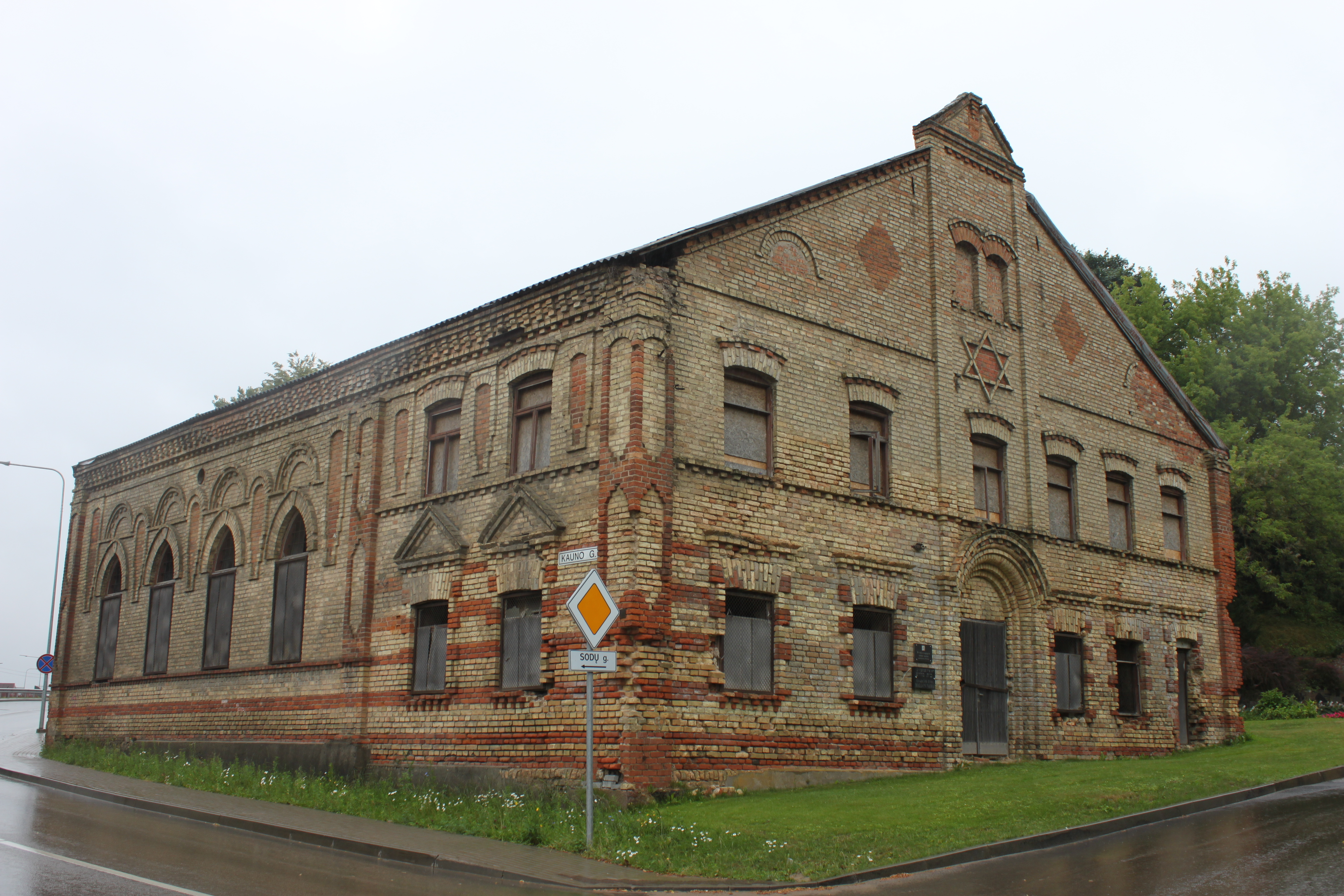
Synagoga

## Gospodarka
W mieście rozwinął się przemysł materiałów budowlanych, materiałów bawełnianych, metalowy, drzewno-papierniczy, chemiczny oraz spożywczy.

## Wojsko w Olicie
W mieście stacjonuje Batalion Piechoty Zmotoryzowanej im. Wielkiej Księżnej Litewskiej Biruty. Wydzielał on część swoich sił do Litewsko-Polskiego Batalionu Sił Pokojowych, którego polski komponent stacjonował w Orzyszu.

## Sport

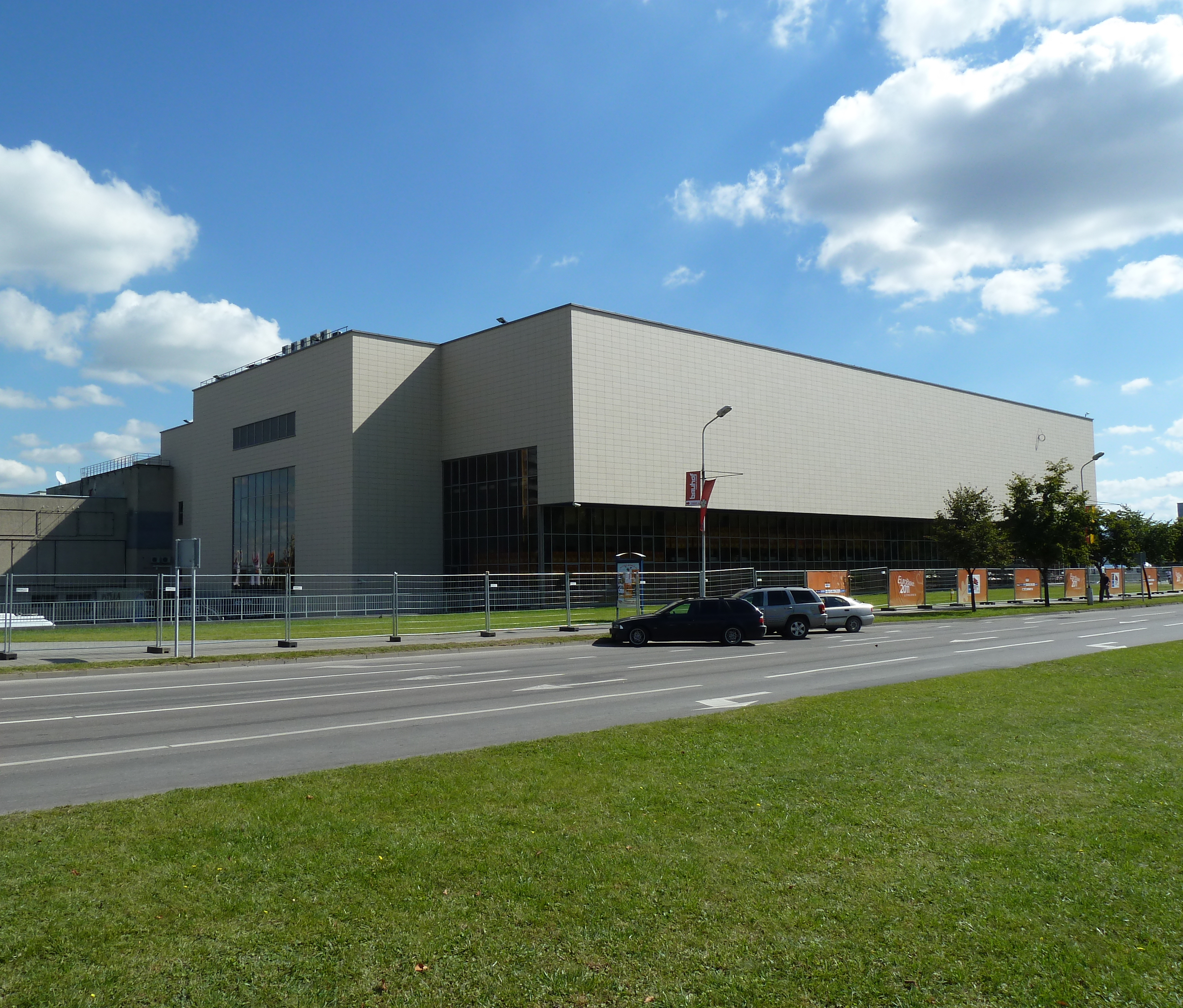
Olita Arena

W mieście znajduje się hala sportowa Alytus Sportas Arena. Urodził się tu kulturysta Robert Burneika oraz diva WWE Živilė Raudonienė (Aksana).

## Miasta partnerskie
- Berdyczów
- Botkyrka
- Choszczno
- Ełk
- Kieś (Cēsis)
- Mandal
- Næstved
- Opole
- Ostrołęka
- Pisz
- Rouen
- Suwałki

## Urodzeni w Olicie
- Tadeusz Jankowski – polski historyk
- Szymon Marcin Kozłowski – polski duchowny katolicki, biskup łucko-żytomierski (1883–1891), następnie arcybiskup mohylewski, rektor Akademii Duchownej w Petersburgu, biblista, popularyzator teologii
- Wacław Szukiewicz – polski inżynier chemik
- Zygmunt Ugiański – polski korporant i dziennikarz
- Robert Burneika – celebryta, kulturysta, zawodnik MMA